# 崔基相
崔基相（韩语：／ Choi Gi-sang，1958年2月12日—），韓國法介出身的自由派政治人物，曾任法官，現任國會議員。